# Многостранно споразумение
Многостранното споразумение, срещано и като мултилатерално споразумение, е споразумение, в който участват 3 или повече суверенни държави. Всеки участник има едни и същи задължения към всички останали участници, освен ако не са заявили резерви. Примери за многостранни договори са Конвенцията на ООН за морското право и Конвенциите от Женева.

## Двустранни договори
Двустранен договор е договор между 2 държави. Той може да стане многостранен, ако бъде ратифициран от още държави.

## Плурилатерални договори
Плурилатералният договор е специален вид многостранен договор. Той е договор между ограничен брой държави с особен интерес към субекта на договора.
Основната разлика между плурилатералните споразумения и останалите многостранни споразумения е, че възможните резерви са ограничени в плурилатералните договори. Поради ограничения характер на плурилатералния договор, за да се изпълни целта на договора, се изисква пълното сътрудничество на всички участници.
Поради тази причина резерви към споразумението не се допускат без съгласието на всички останали участници в договора. Този принцип е кодифициран в международното право от член 20(2) на Виенската Конвенция от 1969.
Пример за плурилатерален договор е Антарктическият договор